# Chico Silva
Francisco Miguel Soares da Silva, mais conhecido como Chico Silva, (Lamego, 9 de maio de 1978) é um futebolista português, que joga habitualmente a defesa.
No início da época 2009/2010 assinou pela União Desportiva Oliveirense.